# Hannah Hallermann

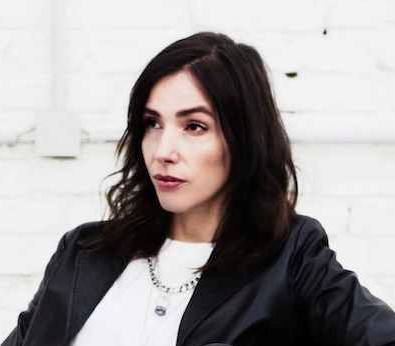
Hannah Hallermann (2021)

Hannah Hallermann (* 1982 in Nürnberg) ist eine deutsche Konzeptkünstlerin, die in den Medien Skulptur, Installation, Video, Zeichnung und Soziale Plastik arbeitet. 

## Leben
Hannah Hallermann, die auch das Kürzel HAHA benutzt, studierte von 2002 bis 2007 Bildende Kunst, Philosophie und Kunstgeschichte an der Villa Arson in Nizza. Während dieser Zeit absolvierte sie außerdem eine Ausbildung in Video-Kunst und Postproduktion an der Kunsthochschule für Medien Köln. Anschließend erlangte sie 2010 ein Meisterschülerdiplom an der Hochschule für Bildende Künste Dresden. Sie erhielt mehrere Stipendien, unter anderem Arbeitsstipendien der Stiftung Kunstfonds und ein Sonderstipendium Berlins (2020).
Hallermann lebt in Berlin.

## Werk
Hallermann verbindet in ihrer multidisziplinären Arbeit klare, essentielle Formen mit komplexen gesellschaftlichen Fragestellungen wie dem Umgang mit sozialer Ungleichheit. So arbeitet sie seit 2017 an einer Serie von „Starblock“-Skulpturen aus verschiedenen Materialkombinationen, die sich mit unterschiedlichen Ausgangssituationen in einer Leistungsgesellschaft auseinandersetzen. Die minimale Form und die räumliche Präsenz der Objekte sind dabei eng mit einer erzählerischen Komponente verknüpft.
Ihre Beschäftigung mit Mythen und deren Aktualisierung für die Gegenwart zeigt sich unter anderem in einer Serie aus selbstgeflochtenen, menschengroßen Teppichklopfern, deren Form an die altsteinzeitliche Statuette der Venus von Willendorf erinnert. Einige der Werke sind in einem Vakuum unter farbiger Folie eingeschweißt.
Hallermanns Arbeiten fordern die Annahme heraus, dass es eine richtige und falsche Antworten geben müsse, indem sie das Paradoxe zulässt und verschiedene Kräfte und Gedanken miteinander in einen Wettstreit treten lässt. Die interaktive Installation „Agent“ (2021) besteht aus einem gespannten Sportbogen, der mit einem elektronischen Gerät verbunden ist. Auf dem Display können die Betrachtenden eine Frage beantworten, die sich mit der Möglichkeit von sozialem Wandel beschäftigt. Ist eine kritische Mehrheit für eine der Antwortmöglichkeiten erreicht, löst sich automatisch ein Schuss.
In ihren architektonisch anmutenden Arbeiten werden verschiedene Materialien wie Plastik, Holz und Lehm unter enormer Spannung verarbeitet. Ob die Elemente der Installationen sich gegenseitig in einem fragilen Gleichgewicht halten oder bis zur völligen Erschöpfung aneinander zerren, bleibt dabei offen. Das zeigt sich beispielsweise in der Installation „O. T.“ von 2018, in der ein lehmgetränktes Tuch durch sein Gewicht einen neongelb gestrichenen Ast in der Senkrechte hält.
In ihren skulpturalen Arbeiten benutzt sie Werkstoffe wie Stahl, Lehm, Beton, Stroh und Kunststoff zusammen mit technischen Elementen – beispielsweise Sportbögen, Ipads und Überwachungskameras. Wiederkehrende Themen sind Transformation, Interaktion, Unterbrechungen/Störungen (Traumata), soziale Teilhabe, Empathie und Gleichberechtigung.

## Ausstellungen (Auswahl)

### Einzelausstellungen
- 2014: Four Soloshows. Kunstquartier Bethanien, Berlin
- 2014: Sonntag. Sonderausstellung Archäologisches Landesmuseum Brandenburg[9]
- 2016: With a chance of. Jens Walther Galerie, Berlin[10]
- 2018: Bis zum Ende des Sommers krieg ich dich fit! Kunstverein am Rosa-Luxemburg-Platz, Berlin[11]
- 2023: In Between Beyond. kjubh Kunstverein e.V., Köln[12]
- 2023: Change in Suspense. Die Möglichkeit einer Insel, Berlin[13]

### Gruppenausstellungen
- 2008: Hermandades Escultóricas México-Alemania, Museo Fernando García Ponce Macay in Mérida, Mexiko
- 2011: L'Eclat. Villa Arson, Nizza[14]
- 2014: homo ludens. Ausstellung zum Kunstpreis 2014. Haus am Kleistpark[15]
- 2016: Transition. Ausstellung zum Kunstpreis 2018. Kunsthaus am Kleistpark[16]
- 2017: Kunstpreis „junger Westen“. Kunsthalle Recklinghausen[17]
- 2017/18: Revolution in der Sammlung Hoffmann, Berlin
- 2021: Still Alive. Albertinum, Dresden[18]
- 2021: Studio Berlin, eine Zusammenarbeit des Berghains und der Boros Foundation[19]

## Öffentliche Sammlungen
- Sammlung Hoffmann, Berlin[20]
- Staatliche Kunstsammlungen Dresden

## Auszeichnungen
- 2014+2018: Nominierungen für den Kunstpreis Haus am Kleistpark[15][16]
- 2020: Pollock-Krasner Preis[21]

## Rezeption
„Hannah Hallermann verwehrt sich dem wohltuenden, uns in Sicherheit wiegenden Kitt aus Routinen, Gewohnheiten und gespürten Zugehörigkeiten. Sie ist damit ganz in unserer Gegenwart, dieser Zeit des extremen Wandels. Für sie bilden sich durch fundamentale Veränderungen Räume der Möglichkeiten. Denn während die Jetztzeit für uns Abschiede von alten Systemen bereithält, formieren sich bereits neue Strukturen, Hierarchien und Regelwerke. Hannah Hallermann begrüßt nicht nur den Wandel, sie verortet sich in ihm.“ – Juliet Kothe
„Kunst ist nie eindeutig und adressiert individuelles Wachstum und Geformtwerden genauso wie kollektive Veränderungsprozesse. Sie gibt Ambivalenzen eine Form und weigert sich,Stillstand zu akzeptieren. Diese Offenheit macht die Arbeiten zu Objekten, die Handlung und Haltung ermöglichen.“ – Saskia Trebing